# Sparkle Moore
Barbara Morgan dite Sparkle Moore, née en novembre 1936 à Omaha, est une chanteuse américaine de rockabilly.

## Biographie
Originaire du Nebraska, Sparkle Moore n'enregistre que quelques chansons au cours de sa carrière musicale, mais s'impose comme la pionnière du rockabilly féminin. Elle choisit son nom de scène en référence à Sparkle, un personnage de la bande dessinée Dick Tracy. Un premier 45 tours est édité le 17 novembre 1956 sur le label Fraternity et comprend les titres Rock-A-Bop et Skull And Cross Bones.

## Carrière professionnelle
```
Aucun de ses deux disques n'atteint le sommet des 
charts américains
, cependant le magazine musical 
Bilboard
 écrit en 1956 : 
"Sparkle Moore se positionne comme la "femme d'Elvis Presley" et distribue une chanson de 
rock'n'roll
 accrocheuse avec le style et la conduite."
 Écrits par elle-même, ses textes s'attachent au quotidien des mauvais garçons et semblent assez audacieux pour l'époque
[
2
]
.
```

À tout juste 17 ans, elle se produit vêtue de vêtements en cuir, souvent masculins, et arbore des cheveux blonds coiffés dans un style Pompadour à la Elvis Presley. 
En 1956, elle démarre une tournée aux côtés de Gene Vincent. La musicienne fréquente des personnalités du monde de la musique de l'époque comme le crooner américain Sammy Davis Jr., qui la compare à James Dean. Programmée pour jouer au Grand Ol 'Opry, elle doit annuler pour cause de laryngite. Sparkle Moore se retire de la musique en 1957, à la suite d'une première grossesse. Elle souhaite alors se consacrer entièrement à sa famille.
En 1986, dans un rare entretien accordé au magazine Kicks, elle se souvient de la manière dont son look pouvait désarçonner certains spectateurs : "Les gens en me voyant arriver sur scène me lançaient - Ne peux-tu pas porter une robe plus sexy ? - Je ne l'ai jamais fait. J'ai toujours porté un costume de jeu, un vêtement que je trouvais aussi sexy que moi".
En 2010, Sparkle Moore est intronisée à l'Iowa Rock 'n' Roll Hall of Fame. La même année, elle est de retour avec Spark-A-Billy, une collection de 22 œuvres composées et enregistrées par ses soins. Avec son mélange de styles et sa production artisanale, l'album marque un retour au son de l'époque.

## Discographie
- 1956 : Rock-A-Bop / Skull And Cross Bones, Fraternity F-751
- 1957 : Killer / Tiger, Fraternity F-766
- 1957 : Flower Of My Heart / Killer (version alternative) / Tiger (version alternative) - Album non publié
- 2010 : Spark-A-Billy, CD Baby